# 言いたいことはなくなった
『言いたいことはなくなった』（いいたいことはなくなった）は、日本のバンドThe Mirrazの通算6枚目のアルバムである。2012年1月25日発売。発売元はKINOI RECORDS。

## 概要
- 前作『We Are The Fuck'n World』から約1年ぶりのリリース。
- オリコン初登場19位を記録。初のトップ20入りを果たし、前作の最高位を更新した。
- シングル曲（「観覧車に乗る君が夜景に照らされてるうちは」「ラストナンバー」）以外に「i want u」「朝、目が覚めたら」のMVが制作されている。またタワーレコード購入特典として「言いたいことはなくなった」のツアードキュメント風MVも作成された。いずれも監督はボーカルの畠山。
- 通常盤（CDのみ）の他に初回生産限定盤（CD＋DVD）と初回生産限定BOX（CD＋DVD＋グッズ）が発売された。DVDには2011年10月に行われた「ラストナンバーリリースツアー『ぶっちゃけ2日だけすきにやっちゃって～2011』」赤坂BLITZ公演の模様が収められている。
- 2016年10月、公式ブログにおいて当アルバムの作詞作曲印税を貰っていないことを告白した[1]。

## 収録曲
1. Rock Steady[3:03]
2. ラストナンバー（Album ver）[2:35]
3. だからボクのそばにいて[3:22]
4. i want u[3:52]
TX系「ゴッドタン」2012年1月度エンディング・テーマ[2]
5. 朝、目が覚めたら[4:05]
6. この世でDANCE![2:45]
7. 観覧車に乗る君が夜景に照らされてるうちは（Album ver）[2:13]
8. oh!baby![4:22]
9. 最後に笑うのは誰？[3:40]
10. 言いたいことはなくなった[3:10]